# 西原ゆーこ
西原 ゆーこ（にしはら ゆーこ、5月8日 - ）は、日本の女性声優。元湘南アクトステージ所属。

## 出演作品

### テレビアニメ
- 純情ロマンチカ（係員）
  - 純情ロマンチカ2（女子）
- 絶対少年（女の子B）
- ふたつのスピカ（女の子C）

### ドラマCD
- きみにしか聞こえない CALLING YOU（女子生徒）
- 月に狼（遊雀、女中、弟）
- 愛と欲望は学園で4（シーファ）

### ドラマ
- スカイガール2（クルー） サイエンスチャンネル